# Маяк дельты
«Мая́к де́льты» — районное общественно-политическое издание, единственная газета Камызякского района, одно из старейших печатных средств массовой информации Астраханской области. Газета печатается еженедельно, по средам.

## История
Первый номер газеты вышел 5 октября 1928 года, в то время издание называлось «Ловец и крестьянин». В марте 1930 года газеты была переименована в «Колхозник Каспия». 
Газета не переставала выходить в годы Великой Отечественной войны, на её страницах печатались статьи о подвигах камызякцев на фронте и в тылу.
С 1 января 1958 года газета стала выходить три раза в неделю на четырёх полосах, тираж на тот момент составлял 2000 экземпляров. В том же году в редакции появился штатный фотограф, в статьях стали печатать фотографии из жизни района. В колхозах и на предприятиях района появились посты сельских корреспондентов. На местах (в колхозах, на предприятиях) были созданы селькоровские посты, которые принимали деятельное участие в работе газеты.
Последний номер газет «Колхозника Каспия» был напечатан 22 апреля 1962 года и был посвящён 92-й годовщине со дня рождения В. И. Ленина. Следующий номер, вышедший 25 апреля того же года, вышел уже под современным названием газеты, отсылающим к расположению Камызякского района в дельте Волги.
В 2007 году соучредителями издания стали агентство по печати и информационным коммуникациям Астраханской области, администрация МО «Камызякский район» и Муниципальное информационно-полиграфическое предприятие «Дельтаполиграф», образованное путем слияния редакции газеты «Маяк дельты» и камызякской районной типографии. Редакцию возглавляет выпускница Саратовского государственного университета Татьяна Николаевна Атрашкевич. C 2010 года газета выходит в цветном и чёрно-белом формате. Газетные статьи также дублируются в электронном виде на официальном сайте издания.